# 沃德拉河
沃德拉河是俄羅斯的河流，主要流经卡累利阿共和國，小部分河段流经其与阿尔汉格尔斯克州边界，發源自沃德洛澤羅湖，最終注入奧涅加湖，河道全長149公里，流域面積13,700平方公里，河畔城鎮有普多日。